# Гайнинська сільська рада
Гайнинська сільська рада — (біл. Гайненскі сельсавет), адміністративно-територіальна одиниця в складі Логойського району розташована в Мінській області Білорусі. Адміністративний центр — Гайна.
Гайнинська сільська рада розташована на межі центральної Білорусі, у північній частині Мінської області орієнтовне розташування — супутникові знимки [Архівовано 11 червня 2020 у Wayback Machine.], на південний схід від Логойська.
До складу сільради входять такі населені пункти:
- Антонівка
- Олександрино
- Гайна
- Великі Укроповичі
- Громниці
- Домаші
- Жирблевичі
- Звіриничі
- Козирі
- Корінь
- Красний Бір
- Лищиці
- Малі Укроповичі
- Лозки
- Михалковичі
- Мурованка
- Нарбутово
- Нове Чернове
- Прудки
- Путилове
- Ревячино
- Родевичі
- Слобода
- Старе Чернове
- Терехи